# Ivar Hallström
Pour les articles homonymes, voir Hallström.
Ivar Hallström est un pianiste et compositeur suédois né le 5 juin 1826 à Stockholm et mort dans la même ville le 11 avril 1901.

## Biographie
Ivar Christian Hallström naît le 5 juin 1826 à Stockholm,.
Il étudie le piano avec Edmund Passy et Theodor Stein et le droit à partir de 1844 à l'université d'Uppsala, où il se lie d'amitié avec le prince Gustave et où il obtient son diplôme de licencié en droit en 1849,.
Avec le prince Gustave, musicien amateur, il compose l'opéra Hvita frun på Drottningholm (« La Dame blanche de Drottningholm »), orchestré par J.N. Ahlström et créé à l'Opéra royal de Suède le 9 avril 1847,.
Après la mort du prince Gustave, Hallström devient en 1853 bibliothécaire du prince Oscar, futur roi Oscar II, et s'installe à Stockholm. Il y donne des leçons de piano et est directeur de l'école de musique d'A.F. Lindblad entre 1861 et 1872,.
De 1881 à 1885, il fait travailler les chanteurs de l'Opéra royal de Suède.
Comme compositeur, Ivar Hallström est l'auteur de plusieurs ballets, cantates, d'arrangements pour piano de chants traditionnels suédois, de nombre de musiques vocales et des opéras :
- Hvita frun på Drottningholm (« La Dame blanche de Drottningholm »), avec le prince Gustave, Stockholm, 9 avril 1847 ;
- Den förtrollade Katten (« Le Chat enchanté »), Stockholm, 20 avril 1869 ;
- Den Bergtagna (« L'Ensorcelé »), Stockholm, 24 mai 1874, son plus grand succès, dans lequel il « utilise des motifs traditionnels suédois, faisant œuvre de pionnier dans l'art lyrique scandinave[1] » ;
- Vikingarna, Stockholm, 6 juin 1877 ;
- Neaga, sur un livret de Carmen Sylva (la reine Élisabeth de Roumanie), Stockholm, 24 février 1885.

Ivar Hallström meurt le 11 avril 1901 à Stockholm,.